# Raoul Ploquin
Raoul Édouard Ploquin (* 30. Mai 1900 in Paris, Frankreich; † 29. November 1992 in Louveciennes, Île-de-France) war ein französischer Filmproduzent, Journalist, Dialogautor, Gelegenheitsregisseur und Verbandsfunktionär.

## Leben
Ploquin studierte in seiner Heimatstadt Paris Literatur und arbeitete zwischen 1921 und 1923 als Journalist. 1924 wurde er Chef der Abteilung für Öffentlichkeitsarbeit der Filmproduktionsfirma Films Albatros, 1928 übernahm er dieselbe Position bei der A.C.E. Dort blieb er bis 1933.
Noch zu Stummfilmzeiten begann Ploquin aktiv an der Herstellung von Filmen mitzuwirken: Seine erste Arbeit in den 1920er-Jahren wurde die Herstellung von Zwischentiteln. In den frühen Tonfilmjahren, von 1930 bis 1933, arbeitete Ploquin nebenbei als Dialogautor und knüpfte in dieser Funktion auch erste Kontakte zur deutschen Filmindustrie, als er für die französischen Versionen deutscher Originalproduktionen die Texte schrieb. So als Spezialist für den deutschen Film ausgewiesen, avancierte Ploquin 1933 zum Produktionschef für die französischsprachigen Versionen deutscher UFA-Filme. Unter seiner Hand entstanden bis 1936 die für Frankreich bestimmten Fassungen von mehreren Inszenierungen Reinhold Schünzels, Gerhard Lamprechts, Gustav Ucickys, Karl Hartls, Hans Steinhoffs, Heinz Hilperts und Detlef Siercks. Gleich zu Beginn dieser Phase, noch 1933, führte Ploquin auch die Mitregie bei Ludwig Bergers französischsprachiger Fassung des deutschen Publikumshits Walzerkrieg.
1936 endete diese Tätigkeit, und Ploquin begann nunmehr französische Originale in den Filmateliers des Dritten Reichs zu drehen – in einer Zeit, in der zahlreiche deutsche Künstler ihr nazistisch gewordenes Heimatland längst fluchtartig verlassen hatten. Dazu heißt es in Kay Wenigers „Es wird im Leben dir mehr genommen als gegeben…“ im Vorwort zur deutschen Filmemigration:

„Bemerkenswerterweise gab es zwischen Deutschland und Frankreich in den Jahren 1933 bis 1939 auch den „umgekehrten Weg“: eine rege Reisetätigkeit von West nach Ost. Der französische Filmproduzent Raoul Ploquin, der 1933 zunächst zum Produktionschef für die französischsprachigen UFA-Filmversionen berufen worden war und für französische, in den UFA-Ateliers produzierten Filme verantwortlich gezeichnet hatte, brachte seit Mitte bis Ende der 30er-Jahre eine Reihe von äußerst populären, heimischen Filmstars nach Berlin, um in den dortigen Studios rein französische Filme zu drehen. Zu den bekanntesten Namen zählen Jean Gabin, Michèle Morgan, Raimu, Madeleine Renaud, Pierre Fresnay und der Komiker Fernandel, der noch 1939, wenige Monate vor Kriegsausbruch, als einer der letzten Pariser Publikumslieblinge zu Dreharbeiten für eine heimische Produktion („L'héritier des Mondésir“) in die deutsche Reichshauptstadt anreiste.“

Ein Teil dieser Filme wurde Ende der 1930er-Jahre auch in deutschen Kinos gezeigt. Diese letzte deutsch-französische Kooperation vor dem September 1939 brach mit Ausbruch des Zweiten Weltkriegs schlagartig ab. Nach der Besetzung von Paris 1940 wurde Raoul Ploquin zum Direktor des Comité d’organisation du cinéma ernannt, das die Reorganisation des französischen Filmwesens vorantreiben sollte. 1943 produzierte er ungenannt für Alfred Grevens Continental-Film Henri-Georges Clouzots Meisterwerk Der Rabe. Im selben Jahr machte sich Ploquin selbständig und wurde Geschäftsführer der Société des films Raoul Ploquin. In dieser Funktion produzierte er mehrere recht erfolgreiche Unterhaltungsfilme. 1956 erhielt er eine Oscar-Nominierung für die Beteiligung an der besten Originalgeschichte zu der Fernandel-Komödie Das Kalb mit den fünf Füßen. Erst 1966 beendete Ploquin seine Produzententätigkeit.

## Weitere Aktivitäten
Raoul Ploquin war von 1955 bis 1961 auch Präsident der Unifrance-Film, außerdem stand er seit seiner Wahl im April 1955 zeitweilig als Präsident bzw. Ehrenpräsident dem Syndicat des producteurs et exportateurs de films, dem Verband französischer Produzenten und Filmexporteure, vor.
Bei den Filmfestspielen von Cannes 1961 und 1964 war Ploquin überdies Jurymitglied.

## Filmografie
als Filmproduzent, wenn nicht anders angegeben
- 1933: La guerre des valses (auch Co-Regie)
- 1933: Un jour viendra
- 1934: Vers l'abîme
- 1934: L’or
- 1934: Woronzeff
- 1935: Le Miroir aux Alouettes
- 1935: Le baron tzigane
- 1935: Le domino vert
- 1935: Valse royale
- 1935: Jonny haute-Couture
- 1936: Les pattes de mouches
- 1936: Ihr erster Fall (Un mauvais garçon) (auch Co-Regie)
- 1937: Der Herzensbrecher (Gueule d’amour)
- 1937: Der seltsame Herr Victor (L’étrange Monsieur Victor)
- 1938: Er und seine Schwester (Ma sœur de lait)
- 1938: Herzdame (L’entraîneuse)
- 1938: SOS Sahara
- 1938: Avocate d'amour
- 1939: L'héritier de Mondésir
- 1943: Der Rabe (Le corbeau) (ungenannt)
- 1943: Sprung in die Wolken (Le ciel est à vous)
- 1944: Die Damen vom Bois de Boulogne (Les dames de Bois de Boulogne)
- 1947: La vie en rose (La vie en rose)
- 1950: L'invité du Mardi (L’invité du mardi)
- 1951: Ohne Angabe der Adresse (…Sans laisser d'adresse)
- 1951: L'amour, Madame (L'amour, Madame)
- 1952: Douze heures de bonheur
- 1954: Das Kalb mit den fünf Füßen (Le mouton à cinq pattes)
- 1958: Der Gorilla läßt schön grüßen (Le gorille vous salue bien)
- 1958: Die Affären von Madame M. (Maxime)
- 1959: Der Gorilla schlägt zu (La valse du gorille)
- 1961: Freuden der Großstadt (Le tracassin ou les plaisirs de la vie)
- 1963: La foire aux cancres
- 1966: Grüne Herzen (Les cœurs verts)
- 1966: La Musica (La musica)